# Odontocera molorchoides
Odontocera molorchoides là một loài bọ cánh cứng trong họ Cerambycidae.